# تپه عابدین کوه
تپه عابدین کوه مربوط به اواخر دوره اشکانیان - اوایل دوره ساسانیان است و در گلوگاه، خیابان نواب، کوچه عابدین کوه واقع شده و این اثر در تاریخ ۲۷ آبان ۱۳۸۶ با شمارهٔ ثبت ۲۰۲۷۹ به‌عنوان یکی از آثار ملی ایران به ثبت رسیده است.